# Flavio Valila Teodosio
Flavio Valila Teodosio (latín: Flavius Valila Theodosius) también llamado Teodobio (Theodobius) (muerto después de 483) fue un senador romano y comandante militar de origen gótico. 

## Carrera política
En 471 fue investido por el emperador Antemio como Magister Militum, probablemente para el Ilírico.
Según una inscripción, poseía una propiedad cerca de Tíbur (Tívoli) donde se había edificado una iglesia, a la cual dotó. También fue dueño de la casa y basílica de Junio Baso, la cual legó a la Iglesia; el papa Simplicio la dedicó como iglesia a San Andrés, conocida luego como Sant'Andrea Catabarbara.